# نواب (محله)

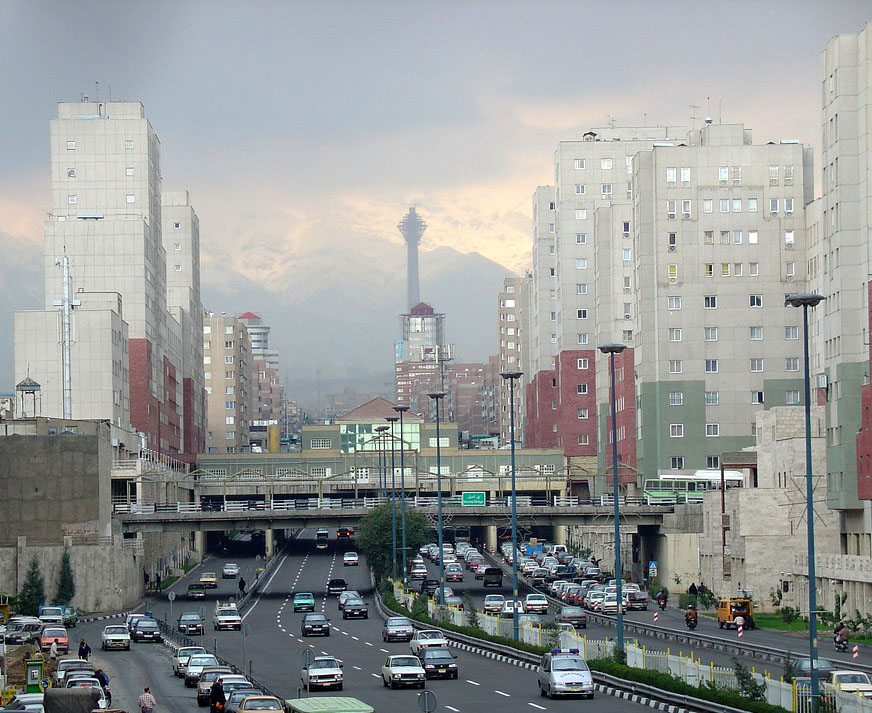
دید به طرف شمال از خیابان نواب

نواب محله‌ای در جنوب  بخش مرکزی تهران است.